# بیل دیویس (نوازنده)
بیل دیویس (انگلیسی: Bill Davis؛ زادهٔ ) یک موسیقی‌دان اهل ایالات متحده آمریکا است. وی از سال ۱۹۸۴ میلادی تاکنون مشغول فعالیت بوده‌است.